# リバン・モイネロ
リバン・モイネロ・ピタ（Liván Moinelo Pita、1995年12月8日 - ）は、キューバ・ピナール・デル・リオ州出身のプロ野球選手（投手）。左投両打（NPB登録は左投左打、#選手としての特徴も参照）。福岡ソフトバンクホークス所属。

## 経歴
子供の頃から草野球をして遊んでいたが、本格的に野球を始めたのは12歳の頃からであり、16歳からはキューバのU-23国内リーグでプレーした。
2013年、17歳でセリエ・ナシオナル・デ・ベイスボルのベゲーロス・デ・ピナール・デル・リオに所属し、トップリーグでのキャリアをスタート。2013 - 2014シーズンでは28試合に登板し、2勝2敗3セーブ・防御率3.62を記録した。
2014年、2014 - 2015シーズンでは33試合（1先発）の登板で8勝1敗8セーブ・防御率1.46を記録した。
2015年2月8日、2015年カリビアンシリーズにおいて、所属するベゲーロス・デ・ピナール・デル・リオが初優勝。キューバ代表としては55年ぶりの優勝となった。11月には第1回プレミア12にキューバ代表として出場（詳細後述）。2015 - 2016シーズンでは34試合に登板し、6勝4敗14セーブ・防御率3.54を記録した。
2016年、2016 - 2017シーズンはベゲーロス・デ・ピナール・デル・リオとサブエソス・デ・オルギンでプレー。2球団合計で28試合に登板し、12勝9敗4セーブ・防御率3.12を記録した。
2017年3月には第4回WBCにキューバ代表として出場した（詳細後述）。

### ソフトバンク時代
2017年5月10日、福岡ソフトバンクホークスに育成選手としての入団が発表された。背番号は143、契約期間は5年。同29日の三軍戦で来日初の実戦登板を果たすなど、ファーム（二軍・三軍）で5試合に登板し、打者34人に対して14奪三振を記録するなど結果を残すと、6月16日に支配下選手登録された。背番号は35。同日に出場選手登録されると、6月27日の北海道日本ハムファイターズ戦でNPB初登板を果たし、1回無安打1四球1奪三振無失点に抑えた。7月2日の東北楽天ゴールデンイーグルス戦でNPB初勝利、同7日の日本ハム戦ではNPB初ホールドを記録。先発陣の早期降板が多く、主戦リリーバーが登板過多のチーム事情もあり、ときにロングリリーフとしても結果を残し、8月5日の埼玉西武ライオンズ戦では1点リードの延長10回裏から登板し、1イニングを無失点に抑えてNPB初セーブを挙げた。その後は8回岩嵜翔・9回サファテに繋ぐ7回のセットアッパーとして起用され、9月16日の西武戦では6点リードの状況ながら、工藤公康監督が「お礼の意味も込めて」と7回裏に起用され、この試合でチームは2年ぶりのリーグ優勝を決めた。ただ、18日の同カードでは左肘の張りを訴えて緊急降板となり、左前腕屈筋群の張りと診断されて翌9月19日に登録抹消。レギュラーシーズン中の復帰は果たせなかったが、この年は34試合の登板で4勝3敗15ホールド1セーブ・防御率2.52を記録し、チームのリーグ優勝に貢献した。10月9日のフェニックスリーグで実戦復帰を果たし、ポストシーズンでも岩嵜・サファテと共に勝利の方程式を担い、チームの日本一にも貢献した。
2018年は開幕を一軍で迎え、3月31日のオリックス・バファローズ戦でシーズン初登板となったが、クリス・マレーロに満塁本塁打を打たれて1回4失点。その後は17試合連続無失点→4試合連続失点と好不調の波がありながら、開幕直後から岩嵜翔とサファテを欠いたチーム事情もあり、セットアッパーに限らず、回またぎや左のワンポイントなど幅広く起用され、6月終了時点では33試合に登板し、4勝1敗12ホールド・防御率3.49を記録。約2試合に1試合のペースで登板していたが、7月は月間防御率13.50と大きく調子を落とし、7月25日に出場選手登録を抹消された。8月23日に再登録され、2試合の登板で無失点に抑えていたものの、バンデンハークが先発する外国人枠の兼ね合いもあり、バンデンハークと入れ替わる形で9月2日に登録抹消。その後は9月12日に再登録されるも、再びバンデンハークと入れ替わる形で同26日に登録抹消となり、この年は49試合の登板で5勝1敗13ホールド・防御率4.53という成績であった。ポストシーズンでは、西武とのCSファイナルステージ期間中の10月19日に出場選手登録。同ステージでは2試合、広島東洋カープとの日本シリーズでは4試合に登板した。
2019年は2年連続で開幕一軍入り。開幕から8回のセットアッパーを務めていた甲斐野央が5月に入って調子を落とすと、モイネロが5月中旬から8回のセットアッパーとして起用されるようになり、7月6日終了時点で37試合に登板し、1勝1敗19ホールド3セーブ・防御率1.51を記録していた。ただ、翌7月7日に右膝を痛めて同9日に出場選手登録を抹消され、7月19日に一軍復帰を果たしたが、国際大会にキューバ代表として出場するため、同24日に離日。8月7日に再来日し、同10日に出場選手登録となり、この年は自己最多の60試合に登板し、3勝1敗34ホールド4セーブ・防御率1.52と好成績を収めた。ポストシーズンでも11試合中9試合に登板し、大車輪の活躍でチームの3年連続日本一の立役者となった。11月には第2回プレミア12にキューバ代表として出場した（詳細後述）。
2020年は開幕前に東京オリンピック予選出場のために離日したが、新型コロナウイルスの影響で開催延期となり、3月19日に再来日。その後、NPBも開幕延期・120試合制の短縮シーズンとなったが、6月19日の開幕を一軍で迎えた。開幕から13試合連続無失点、8月6日の楽天戦から10月2日の日本ハム戦にかけては21試合連続無失点を記録したなど、この年は50試合の登板で失点を喫したのはわずか4試合。2勝3敗1セーブ・防御率1.69、両リーグトップの38ホールドを記録し、8回のセットアッパーの役割をほぼ完璧にこなし、両リーグ最多の40ホールドポイントで自身初タイトルとなる最優秀中継ぎ投手に輝き、MVPの有力候補に名前が挙がるほどの大活躍でチーム3年ぶりのリーグ優勝に貢献した。読売ジャイアンツとの日本シリーズでも4試合中3試合に登板し、計3イニングで7奪三振。安打は1本も許さない圧巻のピッチングで4年連続日本一の立役者となった。
2021年は2月7日に来日し、同23日に春季キャンプに合流したが、なかなか状態が上がらずにブルペン投球を回避しており、3月16日にようやくブルペン投球をスタートし、開幕は二軍で迎えた。4月6日に出場選手登録されると、同15日から守護神森唯斗が利き腕ではない左肘の腫れで一時離脱となったことを受け、モイネロは同日のオリックス戦でシーズン初セーブ。その後、森が復帰したものの、再び左肘の痛みを訴え、4月30日に治療・静養で入院することとなり、モイネロが代役守護神を務めるようになった。20試合の登板で5セーブ・防御率0.45を記録していたものの、東京オリンピック予選出場のため、5月24日に離日。6月8日に再来日し、2週間の隔離期間を経て、7月6日の二軍戦で実戦復帰し、同9日に出場選手登録。岩嵜翔が守護神を務めていたことから、モイネロは8回のセットアッパーとして起用された。東京オリンピック期間中に開催されたエキシビションマッチでは2試合に登板したが、左手首の違和感により、後半戦開幕は二軍スタート。9月15日に出場選手登録されるも、10月8日に家族の都合で一時帰国し、そのままシーズンを終えた。この年は33試合に登板し、1勝0敗14ホールド5セーブ・防御率1.15という成績であった。
2022年1月27日に球団と新たに3年契約を締結した。レギュラーシーズンでは2年ぶりに開幕を一軍で迎え、8回のセットアッパーを務めていたが、守護神森唯斗が不振で4月17日に登録抹消されたことを受け、クローザーに転向。セーブシチュエーションではない登板では不安定な投球が目立ったものの、シーズン初のセーブ失敗は6月18日の楽天戦とセーブシチュエーションでは結果を残し、森の復帰後もクローザーを務めた。7月上旬に寝違えでベンチを外れた期間があったものの、自身初のオールスターに選出され、第1・2戦ともに登板して無失点に抑えた。後半戦は、9月に左肩違和感でベンチを外れた期間がありながらも、出場選手登録を抹消されることはなく、自身初めて一軍でシーズンを完走。この年は53試合の登板で1勝1敗8ホールド24セーブ・防御率1.03、奪三振率14.87と圧倒的な成績を収めた。ポストシーズンでもクローザーを務め、西武とのCSファーストステージ第1戦でセーブを記録。オリックスとのCSファイナルステージ第3戦でもセーブを挙げたが、第4戦では同点の9回裏から登板して中川圭太にサヨナラ打を許し、チームの敗退が決定した。
2023年はロベルト・オスナの加入により、8回のセットアッパーに配置転換。開幕前には第5回WBCに出場し（詳細後述）、キューバ代表がベスト4まで勝ち進んだこともあり、再来日は開幕2日前の3月29日となり、レギュラーシーズンの開幕は二軍で迎えた。4月11日に出場選手登録され、セットアッパーとして27試合に登板し、3勝0敗13ホールド5セーブ・防御率0.98を記録していたが、7月1日の西武戦での登板を最後に左肘の痛みを訴えて同5日の日本ハム戦から3試合連続ベンチ外。7月7日に仙台市内の病院で診察を受けて左肘関節炎と診断され、翌8日に出場選手登録を抹消された。7月26日に鏡視下左肘関節形成術を受け、その後はリハビリを行い、9月に帰国。11月20日には松本裕一国際部部長がモイネロの先発転向を公表した。モイネロ自ら「2025年から先発転向したい」と提案し1年前倒しで実現。
2024年は1月にキューバリーグで手術からの実戦復帰を果たした。春季キャンプから先発として調整を進め、開幕2試合目のオリックス戦でNPB初先発。8回3安打1四球4奪三振2失点の力投も敗戦投手となったが、NPB初完投を記録した。3度目の先発登板となった4月13日の西武戦では8回3安打1四球7奪三振無失点と圧巻の内容で先発初勝利を挙げた。その後はチームの投手運用による二軍調整期間がありながらも、先発ローテーションの一角を担った。リリーフ陣や打線と噛み合わず、5月終了時点では9試合に先発登板し、防御率1.77を記録しながらも2勝2敗。ただ、6月7日の横浜DeNAベイスターズ戦では第2打席でNPB初安打、投げては8回1失点と投打にわたる活躍でシーズン3勝目を挙げた。この試合を含めて6月は4先発で3勝0敗・防御率0.67を記録し、自身初の月間MVPを受賞。さらに8月は、13日の西武戦で自身初の完投勝利を挙げるなど、4先発で3勝1敗・防御率2.00を記録し、2度目の月間MVPを受賞した。ただ、9月3日の日本ハム戦では3回6失点の乱調で敗戦投手となり、翌4日に登録抹消。中10日で9月14日のオリックス戦に先発して以降はシーズン終了まで先発ローテーションを回り、この年は自身初めて規定投球回に到達。25試合の先発登板で11勝5敗・防御率1.88と好成績を収め、4年ぶりのリーグ優勝に貢献し、最優秀防御率のタイトルを獲得。また、守備率1.000を記録し、ゴールデングラブ賞を初受賞した。ポストシーズンでは、日本ハムとのCSファイナルステージ第2戦、DeNAとの日本シリーズ第2戦に先発し、いずれも勝利投手となった。
2025年も開幕ローテーション入りを果たし、HQSで白星が付かない登板が4試合ありながらも、開幕7連勝を記録。さらに6月6日の東京ヤクルトスワローズ戦で自己最多かつ球団記録となる1試合18奪三振を記録するなど、交流戦では3試合に先発登板し、年18試合制（2015年以降）の交流戦としては史上最多となる37奪三振を記録してチームの交流戦優勝に貢献し、6月度の月間MVPを受賞した。また、交流戦期間中の6月17日には国内フリーエージェント権の資格取得条件を満たした（2026年シーズンからは日本人選手扱いとなる）。7月4日の西武戦で8回1失点と好投しながらも、打線の援護が無く、シーズン初黒星を喫したが、同19日の西武戦では9回2安打2四球2奪三振無失点の内容でNPB初完封勝利を挙げ、前半戦終了時点では16試合に先発登板して8勝2敗、リーグトップの防御率1.27を記録。監督選抜で3年ぶり2度目となるオールスターに選出され、球宴第1戦に2番手で登板し、最後の打者には右投げを披露するなど、2回無失点に抑えた。

## 代表経歴

### 第1回プレミア12
2015年11月に開催された第1回プレミア12のキューバ代表に選出。19歳で初の代表入りとなり、同大会では6試合に登板し、1勝0敗・防御率4.15を記録した。

### 第4回WBC
2017年3月に開催された第4回WBCのキューバ代表に選出。同大会では3試合に登板し、計3イニングを7奪三振1失点に抑えた。

### 第2回プレミア12
2019年11月に開催された第2回プレミア12のキューバ代表に選出。同大会では2試合に登板し、1勝0敗・防御率6.75という成績であった。

### 第5回WBC
2023年3月に開催された第5回WBCのキューバ代表に選出。同大会ではセットアッパーとして4試合の登板で防御率0.00・奪三振率10.38を記録し、キューバのベスト4進出に貢献した。

### 第3回プレミア12
2024年11月に開催された第3回プレミア12のキューバ代表に選出。大会期間中体調不良を訴えており11月14日の韓国戦に先発で強行出場したが2回6失点で降板。本人は胃腸炎のような症状があったことを明かし4キロ痩せたと明かしていた。11月17日の日本戦では3回2失点で敗戦投手。同大会では先発・リリーフとして2試合に登板し、0勝2敗・防御率12.60という成績であった。

## 選手としての特徴
| 球種           | 配分 % | 被打率 |
| -------------- | ------ | ------ |
| ストレート     | 54     | .237   |
| スライダー     | 20     | .083   |
| チェンジアップ | 13     | .095   |
| カーブ         | 13     | .105   |

体全体を使って上から投げ下ろす投球フォーム（オーバースロー）からストレート、カーブ、スライダー、チェンジアップを投じ、どの球種も一級品で空振りを奪える。リリーフ時には自己最速158km/hを計測した。
縦割れのカーブは回転数・縦の変化量ともに球界屈指の数値を誇り、ストレートとは約25km/hの球速差がある。
140km/h前後で変化するスライダーは変化量こそ大きくないが、かつて日本ハムの主力打者であった西川遥輝は「モイネロはカーブが注目されるが、あの小さいスライダーを覚えてから厄介で手がつけられなくなった」と評した。
ブレーキの効いたチェンジアップは捕手の甲斐拓也が「チェンジアップでも腕を振ってのチェンジアップ。ストレートと同じ腕の振りで投げられますよね」と評したように、ストレートと腕の振りが変わらない。2022年シーズンでは奪空振り率35.5％と驚異的な数値を記録した。
NPBでは左打ちとして登録されているが、実際は両打ちである。キューバでは野手の経験もあり、試合で右打席に立ったこともあるという。NPBでも2024年の日本シリーズでバントの指示を受けた際に右打席に入り、犠打を決めている。
2024年の交流戦では左打席、2025年6月5日のスワローズ戦（交流戦）では右打席で安打を打ち、投手では珍しく両打席で安打を記録した。
12歳まで右でも投げていたため左右両投げではあるが、公式戦では右では投球していない。ただ、2025年のオールスター第1戦では4回表に2アウトとしたところでグラブを右利き用にスイッチ、打者サンドロ・ファビアンの時に右投げで投球し球速124キロを記録、サードファウルフライに打ち取っている。なお、日常生活では右利きである。

## 人物
- 愛称は「ティト」（スペイン語で「坊ちゃん」の意）[3]。
- 2人の従兄弟は元キューバ代表選手、おじの2人も元プロ野球選手。家族は両親に、兄2人、恋人との間には長女が誕生している[3]。
- 以前からキューバ代表などではチームメイトだったが、2017年からソフトバンクでもチームメイトとなった母国の大先輩でもあるアルフレド・デスパイネは、グラウンド内外でモイネロを支え、食事に連れて行ったり、自宅に招いて料理を振る舞ったりと目をかけている。モイネロは、「デスパイネのおかげもあって、楽しめているよ。日本で4年目と経験もあって、なんでも教えてくれる。打者目線でも色々と教えてくれる存在」とコメントしている[185]。

## 詳細情報

### 年度別投手成績
| 年 度     | 球 団        | 登 板 | 先 発 | 完 投 | 完 封 | 無 四 球 | 勝 利 | 敗 戦 | セ 丨 ブ | ホ 丨 ル ド | 勝 率 | 打 者 | 投 球 回 | 被 安 打 | 被 本 塁 打 | 与 四 球 | 敬 遠 | 与 死 球 | 奪 三 振 | 暴 投 | ボ 丨 ク | 失 点 | 自 責 点 | 防 御 率 | W H I P |
| --------- | ------------ | ----- | ----- | ----- | ----- | -------- | ----- | ----- | -------- | ----------- | ----- | ----- | -------- | -------- | ----------- | -------- | ----- | -------- | -------- | ----- | -------- | ----- | -------- | -------- | ------- |
| 2017      | ソフトバンク | 34    | 0     | 0     | 0     | 0        | 4     | 3     | 1        | 15          | .571  | 141   | 35.2     | 21       | 1           | 14       | 1     | 2        | 36       | 1     | 0        | 15    | 10       | 2.52     | 0.98    |
| 2018      | ソフトバンク | 49    | 0     | 0     | 0     | 0        | 5     | 1     | 0        | 13          | .833  | 190   | 45.2     | 31       | 6           | 24       | 0     | 1        | 57       | 1     | 0        | 23    | 23       | 4.53     | 1.20    |
| 2019      | ソフトバンク | 60    | 0     | 0     | 0     | 0        | 3     | 1     | 4        | 34          | .750  | 245   | 59.1     | 37       | 4           | 25       | 1     | 6        | 86       | 3     | 0        | 13    | 10       | 1.52     | 1.04    |
| 2020      | ソフトバンク | 50    | 0     | 0     | 0     | 0        | 2     | 3     | 1        | 38          | .400  | 193   | 48.0     | 26       | 1           | 25       | 3     | 2        | 77       | 0     | 0        | 9     | 9        | 1.69     | 1.06    |
| 2021      | ソフトバンク | 33    | 0     | 0     | 0     | 0        | 1     | 0     | 5        | 14          | 1.000 | 128   | 31.1     | 15       | 2           | 19       | 2     | 1        | 42       | 0     | 0        | 6     | 4        | 1.15     | 1.09    |
| 2022      | ソフトバンク | 53    | 0     | 0     | 0     | 0        | 1     | 1     | 24       | 8           | .500  | 202   | 52.2     | 22       | 2           | 20       | 1     | 2        | 87       | 2     | 0        | 10    | 6        | 1.03     | 0.80    |
| 2023      | ソフトバンク | 27    | 0     | 0     | 0     | 0        | 3     | 0     | 5        | 13          | 1.000 | 97    | 27.2     | 11       | 0           | 5        | 2     | 0        | 37       | 0     | 0        | 3     | 3        | 0.98     | 0.58    |
| 2024      | ソフトバンク | 25    | 25    | 2     | 0     | 0        | 11    | 5     | 0        | 0           | .688  | 636   | 163.0    | 107      | 11          | 47       | 1     | 5        | 155      | 3     | 0        | 39    | 34       | 1.88     | 0.94    |
| 通算：8年 | 通算：8年    | 331   | 25    | 2     | 0     | 0        | 30    | 14    | 40       | 135         | .679  | 1832  | 463.1    | 270      | 27          | 179      | 11    | 19       | 577      | 10    | 0        | 118   | 99       | 1.92     | 0.97    |

- 2024年度シーズン終了時
- 各年度の太字はリーグ最高

### WBSCプレミア12での投手成績
| 年 度 | 代 表    | 登 板 | 先 発 | 勝 利 | 敗 戦 | セ ｜ ブ | 打 者 | 投 球 回 | 被 安 打 | 被 本 塁 打 | 与 四 球 | 敬 遠 | 与 死 球 | 奪 三 振 | 暴 投 | ボ ｜ ク | 失 点 | 自 責 点 | 防 御 率 |
| ----- | -------- | ----- | ----- | ----- | ----- | -------- | ----- | -------- | -------- | ----------- | -------- | ----- | -------- | -------- | ----- | -------- | ----- | -------- | -------- |
| 2015  | キューバ | 3     | 0     | 1     | 0     | 0        | 36    | 8.2      | 7        | 0           | 2        | 0     | 1        | 11       | 1     | 0        | 4     | 4        | 4.15     |
| 2019  | キューバ | 2     | 0     | 1     | 0     | 0        | 14    | 2.2      | 2        | 0           | 3        | 1     | 1        | 3        | 0     | 0        | 2     | 2        | 6.75     |
| 2024  | キューバ | 2     | 1     | 0     | 2     | 0        | 28    | 5        | 5        | 1           | 5        | 0     | 3        | 7        | 0     | 0        | 8     | 7        | 12.60    |

### WBCでの投手成績
| 年 度 | 代 表    | 登 板 | 先 発 | 勝 利 | 敗 戦 | セ ｜ ブ | 打 者 | 投 球 回 | 被 安 打 | 被 本 塁 打 | 与 四 球 | 敬 遠 | 与 死 球 | 奪 三 振 | 暴 投 | ボ ｜ ク | 失 点 | 自 責 点 | 防 御 率 |
| ----- | -------- | ----- | ----- | ----- | ----- | -------- | ----- | -------- | -------- | ----------- | -------- | ----- | -------- | -------- | ----- | -------- | ----- | -------- | -------- |
| 2017  | キューバ | 3     | 0     | 0     | 0     | 0        | 17    | 3.0      | 3        | 0           | 5        | 1     | 0        | 7        | 0     | 0        | 1     | 1        | 3.00     |
| 2023  | キューバ | 4     | 0     | 0     | 0     | 0        | 18    | 4.1      | 2        | 0           | 3        | 0     | 0        | 5        | 1     | 0        | 0     | 0        | 0.00     |

### 年度別守備成績
| 年 度 | 球 団        | 投手  | 投手  | 投手  | 投手  | 投手  | 投手     |
| 年 度 | 球 団        | 試 合 | 刺 殺 | 補 殺 | 失 策 | 併 殺 | 守 備 率 |
| ----- | ------------ | ----- | ----- | ----- | ----- | ----- | -------- |
| 2017  | ソフトバンク | 34    | 2     | 3     | 1     | 0     | .833     |
| 2018  | ソフトバンク | 49    | 2     | 8     | 1     | 0     | .909     |
| 2019  | ソフトバンク | 60    | 1     | 8     | 0     | 0     | 1.000    |
| 2020  | ソフトバンク | 50    | 2     | 11    | 0     | 0     | 1.000    |
| 2021  | ソフトバンク | 33    | 2     | 8     | 0     | 0     | 1.000    |
| 2022  | ソフトバンク | 53    | 0     | 7     | 0     | 0     | 1.000    |
| 2023  | ソフトバンク | 27    | 1     | 8     | 0     | 0     | 1.000    |
| 2024  | ソフトバンク | 25    | 6     | 25    | 0     | 2     | 1.000    |
| 通算  | 通算         | 331   | 16    | 78    | 2     | 2     | .979     |

- 2024年度シーズン終了時
- 各年度の太字はリーグ最高
- 太字年はゴールデングラブ賞受賞年

### タイトル
- 最優秀防御率：1回（2024年）
- 最優秀中継ぎ投手：1回（2020年）

### 表彰
- ゴールデングラブ賞：1回（投手部門：2024年）
- 月間MVP：3回（投手部門：2024年6月[130]、8月[133]、2025年6月[186]）

### 記録

#### NPB
初記録
投手記録
- 初登板：2017年6月27日、対北海道日本ハムファイターズ10回戦（福岡ヤフオク!ドーム）、9回表に3番手として救援登板・完了、1回無失点[13]
- 初奪三振：同上、9回表に西川遥輝から見逃し三振[187]
- 初勝利：2017年7月2日、対東北楽天ゴールデンイーグルス11回戦（Koboパーク宮城）、7回裏に3番手として救援登板、1/3回無失点[14]
- 初ホールド：2017年7月7日、対北海道日本ハムファイターズ13回戦（札幌ドーム）、7回裏に4番手として救援登板、1回無失点[15]
- 初セーブ：2017年8月5日、対埼玉西武ライオンズ17回戦（メットライフドーム）、10回裏に5番手として救援登板・完了、1回無失点[18]
- 初先発登板・初完投：2024年3月30日、対オリックス・バファローズ2回戦（京セラドーム大阪）、8回2失点で敗戦投手[118]
- 初先発勝利：2024年4月13日、対埼玉西武ライオンズ2回戦（ベルーナドーム）、8回無失点[121]
- 初完投勝利：2024年8月13日、対埼玉西武ライオンズ18回戦（ベルーナドーム）、9回1失点[132]
- 初完封勝利：2025年7月19日、対埼玉西武ライオンズ16回戦（ベルーナドーム）、9回112球打者29人被安打2与四球2奪三振2無失点[157]

打撃記録
- 初打席：2024年6月7日、対横浜DeNAベイスターズ1回戦（横浜スタジアム）、2回表に森唯斗から見逃し三振[128]
- 初安打：同上、4回表に宮城滝太から左前安打[128]

節目の記録
- 100ホールド：2020年11月3日、対千葉ロッテマリーンズ22回戦（ZOZOマリンスタジアム）、8回裏に5番手で救援登板、1回無失点 ※史上33人目[188]

その他の記録
- 三者連続三球三振：2回 ※2回達成したのは1954年、1957年の梶本隆夫以来、史上2人目[189]
  - 1回目：2018年5月16日、対東北楽天ゴールデンイーグルス7回戦（楽天生命パーク宮城）、8回裏にカルロス・ペゲーロ・今江年晶・オコエ瑠偉から ※史上18人目19度目、パ・リーグ7人目[190]
  - 2回目：2023年6月6日、対横浜DeNAベイスターズ1回戦（福岡PayPayドーム）、9回表に大和・佐野恵太・関根大気から ※史上20度目[189]
- 1試合18奪三振（2025年6月6日、対東京ヤクルトスワローズ1回戦〈明治神宮野球場〉） ※NPB歴代3位タイ、球団最多、交流戦最多[152][150]
- 日本シリーズ通算7ホールド ※山口鉄也と並び歴代1位タイ
- シーズン奪三振率14.87：2022年 ※10イニング以上投げた投手では史上最高[100]
- オールスターゲーム出場：2回（2022年、2025年）

### 背番号
- 143（2017年[8] - 同年6月15日）
- 35（2017年6月16日[11] - ）

### 登場曲
- 「Hear me」El Tigar（2017年）
- 「Wiggle」 Jason Derulo（2018年）
- 「Bandoleros」 Don Omar ft. Tego Calderon (2018年 - 2019年)
- 「La Calle Bota Fuego」Bad Bunny ,El Alfa（2020年 - ）
- 「Yummy」Justin Bieber（2020年 - ）
- 「香水」瑛人（2020年 - ）

### 代表歴
- 2015 WBSCプレミア12 キューバ代表
- 2017 ワールド・ベースボール・クラシック・キューバ代表
- 2019 WBSCプレミア12 キューバ代表
- 2023 ワールド・ベースボール・クラシック・キューバ代表
- 2024 WBSCプレミア12 キューバ代表